# Kegyetlen szerelem
A Kegyetlen szerelem (eredeti cím: Kızılcık Şerbeti) egy 2022-ben indult török televíziós sorozat.
Törökországban 2022. október 28-a óta sugározza a Show TV, Magyarországon az első évadot 2025. március 4-e és 2025. július 21-e között sugározta az Izaura TV.  A második évadot 2025. július 22-én tűzte műsorára az Izaura TV. 
A főszereplők Az ígéret és Az örökség ára című sorozatokból ismert Sıla Türkoğlu, továbbá a Tiltott gyümölcs című sorozatból ismert Barış Kılıç.

## Cselekmény
Doğa, aki egy világi család lánya és Faith, egy konzervatív vallásos család fia hirtelen házasságot kötnek, miután kiderül, hogy Doğa várandós. A lány édesanyját, Kıvılcımet sokkolja a hír, hisz fontosnak tartja lánya továbbtanulását és nagyon ragaszkodik a modern elvekhez. Ezekkel a modern elvekkel nevelte fel lányait. Úgy gondolja, hogy a lányának egy olyan férfihoz kellene hozzámennie, aki hasonló elveket vall. Úgy gondolja, hogy egy fiatal pár nem lehet boldog, ha más a világnézete. Ezért mindent megtesz, hogy rávegye lányát, hogy vessen véget a kapcsolatának.  A két nagyon eltérő stílusú család rokonná válik, ebből adódó konfliktusaik viszont felszínre törnek. 

## Szereplők

### Főszereplők
| Szereplő        | Színész                               | Magyar hang        | Megjegyzés                                                                                             |
| --------------- | ------------------------------------- | ------------------ | --- |
| Kıvılcım Arslan | Evrim Alasya                          | Németh Borbála     | Doğa édesanyja, Alev nővére. Szigorú iskolaigazgató, európai értékekkel.                               |
| Ömer Ünal       | Barış Kılıç                           | Dányi Krisztián    | Metehan édesapja, Abdullah testvére és Leman volt férje.                                               |
| Doğa Ünal       | Sıla Türkoğlu                         | Laudon Andrea      | Fatih felesége, Cimen nővére. Próbál mind férjének, mind édesanyjának megfelelni.                      |
| Fatih Ünal      | Doğukan Güngör                        | Szabó Andor        | Doğa férje, Abdullah fia. A családi vállalatnál dolgozik, próbál Doğa kedvére tenni.                   |
| Pembe Ünal      | Sibel Taşçıoğlu                       | Mezei Kitty        | Fatih édesanyja, Abdullah felesége. A családja a legfontosabb számára, konzervatív értékrendű.         |
| Abdullah Ünal   | Settar Tanrıöğen, Ahmet Mümtaz Taylan | Rosta Sándor       | Fatih édesapja, Pembe férje. Szigorú, de gyermekei a prioritás számára. A családi cég vezérigazgatója. |
| Alev Arslan     | Müjde Uzman                           | Pap Katalin        | Kıvılcım testvére, Doğa nagynénje.                                                                     |
| Sönmez Arslan   | Aliye Uzunatağan                      | Menszátor Magdolna | Kıvılcım édesanyja. Fontos tanácsokkal látja el családját.                                             |
| Nursema Ünal    | Ceren Yalazoğlu Karakoç               | Nagy Katica        | Abdullah és Pembe lánya, Fatih lánytestvére. Szülei kényszerházasságra kényszerítik.                   |
| Mustafa Ünal    | Emrah Altıntoprak                     | Karácsonyi Zoltán  | Abdullah és Pembe legidősebb fia. Családi cégnél dolgozik, de nem becsülik meg.                        |
| Nilay Ünal      | Feyza Civelek                         | Berkes Boglárka    | Mustafa felesége, az Ünal család menye.                                                                |

### Mellék- és vendégszereplők
| Szereplő       | Színész         | Magyar hang         |
| -------------- | --------------- | ------------------- |
| Çimen Korkmaz  | Selin Türkmen   | Csifó Dorina        |
| Kayhan Korkmaz | Soydan Soydaş   | Csőre Gábor         |
| Leman Korkmaz  | Sevim Erdoğan   | Hámori Eszter       |
| Metehan Ünal   | Rahimcan Kapkap | Czető Ádám          |
| Umut Kıraç     | Serkan Tınmaz   | Pintér Gábor Attila |
| Sevilay        | Özlem Çakar     | Bodor Böbe          |
| Hayat          | Nurhayat Karaca | Farkas Zita         |

## Évados áttekintés
| Évad | Évad | Epizódok száma | Epizódok száma | Eredeti sugárzás     | Eredeti sugárzás | Eredeti sugárzás | Magyar sugárzás  | Magyar sugárzás  | Magyar sugárzás |
| Évad | Évad | Török          | Magyar         | Évadpremier          | Évadfinálé       | Eredeti adó      | Évadpremier      | Évadfinálé       | Magyar adó      |
| ---- | ---- | -------------- | -------------- | -------------------- | ---------------- | ---------------- | ---------------- | ---------------- | --------------- |
|      | 1.   | 29             | 95             | 2022. október 28.    | 2023. június 9.  |                  | 2025. március 4. | 2025. július 21. |                 |
|      | 2.   | 36             |                | 2023. szeptember 15. | 2024. június 7.  | 2025. július 22. |                  |                  |                 |
|      | 3.   | 37             |                | 2024. szeptember 13. | 2025. május 30.  |                  |                  |                  |                 |
|      | 4.   |                |                | 2025. szeptember 12. |                  |                  |                  |                  |                 |

## Magyar stáb
- Magyar szöveg: Mihályi Dávid
- Hangmérnök: Igor Lattes, Horváth Zoltán
- Vágó: Gulya Sándor
- Gyártásvezető: Lajtai Erzsébet
- Szinkronrendező: Wessely-Simonyi Réka
- Produkciós vezető: Gyarmati Zsolt

A szinkront a TV2 Média Csoport megbízásából a Masterfilm Digital Kft. készítette.

## Érdekességek
Törökországban a sorozat rendkívül magas nézettségnek örvend, mivel köztudott, hogy a sorozat egy nyílt társadalomkritika. Az egyik epizód miatt a sorozatot több hétre betiltotta a török médiahatóság, mivel a nők elleni erőszak egyik formáját ábrázolta a képernyőn, ezzel jelképezve azt, hogy Törökországban a nőket jobban kellene jogszabályilag védeni.